# Christlieb Samuel Lithander
Christlieb Samuel Lithander, född 1778 på Nuckö, Estland, död 18 december 1823 i Falun, var en estniskssvensk musiker och kompositör.

## Biografi
Christlieb Samuel Lithander föddes 1778 på Nuckö. Han var son till kyrkoherden Johan Lithander och Christina Holming. Lithander föräldrar hade båda avlidit före 1790 och han reste kort därefter med fyra av sina bröder till Åbo. Mellan 1793 och 1796 studerade han i Borgå, där hans bror Ernst Gabriel Lithander arbetade som rector cantus. År 1796 började Lithander att studera vid Kungliga Akademien i Åbo och 1799 vid Uppsala universitet. Han avlade 1800 juristexamen vid sistnämna universitet och 1802 bergsexamen vid Kungliga Akademien i Åbo.
Han blev 10 maj 1802 auskultant vid Bergskollegium och 24 april 1809 blev han bergsfiskal vid Stora Kopparberget, Falun. Lithander gifte sig 22 oktober 1811 med Margareta Hellström (född 1790). Han avled av tvinsot den 18 december 1823 i Falun.

## Musikverk
- Polonäs. Utgiven som nummer 17 i Musikaliskt tidsfördrif, 1807.[2]